# Bassella
Bassella település Spanyolországban, Lleida tartományban. Bassella Peramola, Oliana, Odèn, Castellar de la Ribera, Pinell de Solsonès, Vilanova de l'Aguda, Tiurana és La Baronia de Rialb községekkel határos. Lakosainak száma 210 fő (2024).

## Népesség
A település lakosságának változását az alábbi diagram mutatja:
| Lakosok száma | 225  | 847  | 782  | 617  | 393  | 263  | 252  | 244  | 224  | 210  |
|               | 1717 | 1887 | 1936 | 1960 | 1986 | 2004 | 2009 | 2014 | 2019 | 2024 |